# 曹公巨樹
曹公巨樹，是位於臺灣高雄市鳳山區曹公國小的茄苳樹，名稱為紀念鳳山縣知縣曹謹，有著日籍校友在此重聚的故事，2021年獲選為「全國最美校樹」。

## 保育
曹公巨樹約1879年左右植於鳳山縣新城縣署衙門前，為門前雙株茄苳樹僅存的單株。1991年，時任曹公國小校長的蔡振賢認為此茄苳雄株雖非曹謹手植，但為紀念在此辦公的曹謹遂取名「曹公巨樹」。

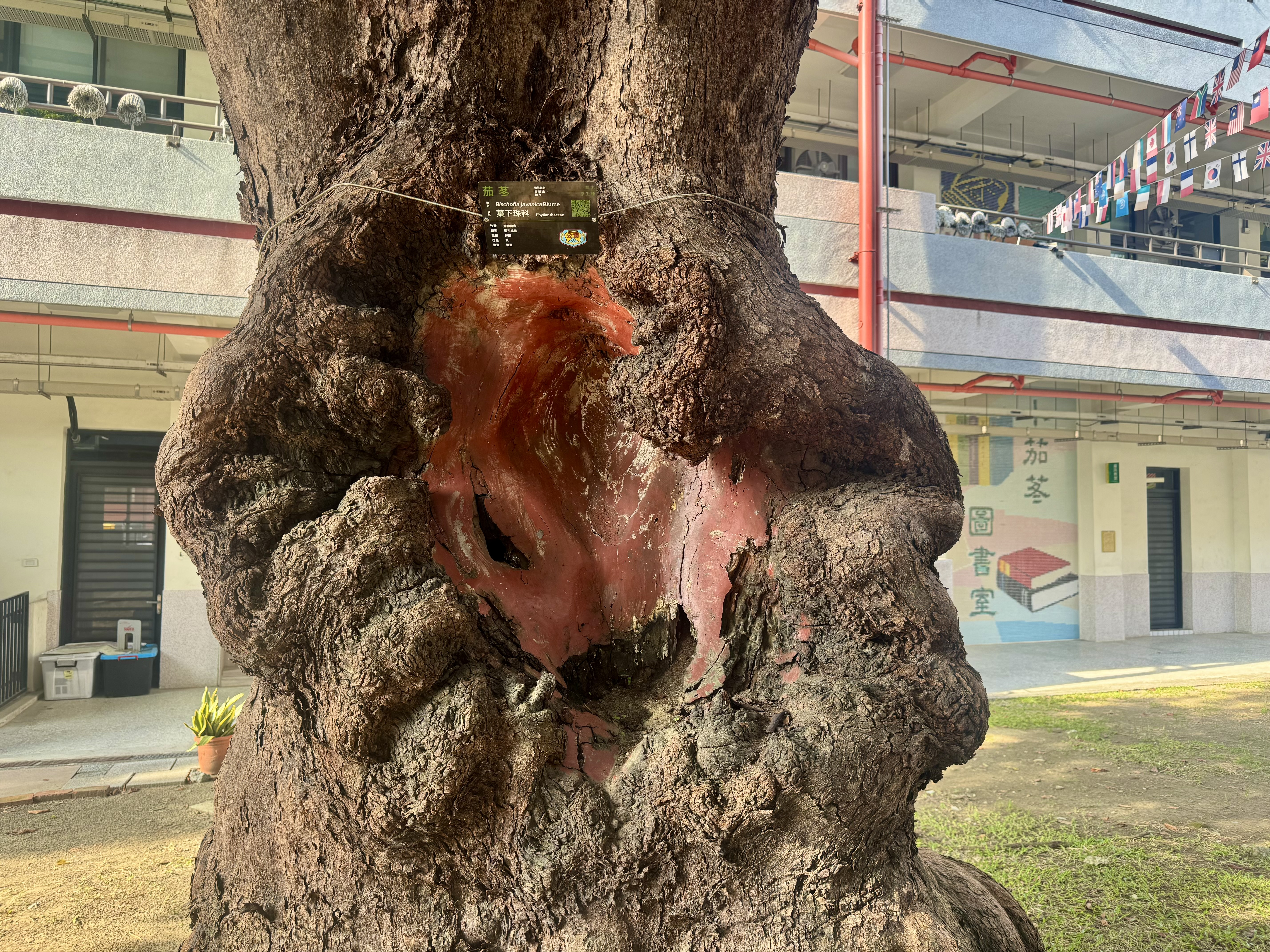
樹幹

曹公巨樹為高雄市政府農業局列管的特定紀念樹木，編號「鳳山051」。校方在校訂課程「我們的樹寶貝」，會教學生認識此樹歷史、觀察樹型、葉形等。2014年6月27日，福田樹木保育基金會展開為期7天的清瘡、碳化、上漆等修復程序。2016年，曹公國小改建校舍時為保護此樹，特將新、舊建築隔開成為弧形。2021年報導時，曹公巨樹已樹高12公尺、樹圍約4公尺、樹冠幅約16.3公尺，並有綁上神樹的紅布。

## 故事
對身為臺灣日治時期鳳山高等尋常小學校（今曹公國小）校友的鈴木武、清木百合子、相澤和美、西川原良子、長岡伸好、張簡秀琴、彭敏冠等人，記憶中的學校外貌已不復見，但每位都依然記得曹公巨樹。這班共52人，48位為日籍學生、4位台籍學生。鈴木武於1990年代初開始在日本登報尋找失散的小學同學。台籍同學林重廷回憶，當時鈴木武透過高雄縣政府戶政系統找到他們4位台籍同學，而後鈴木武共找到25位日籍同學。1994年12月5日，在鳳山市長林龍瑞、曹公國小家長會長吳清隆、前曹公國小校長蔡振賢等人見證下，校方為鈴木武等12名日籍校友補領昭和廿年（1945年）3月1日、時任校長加藤友三郎簽名的小學畢業證書。當日，他們一起在此棵茄苳老樹合影，約定之後再團聚。

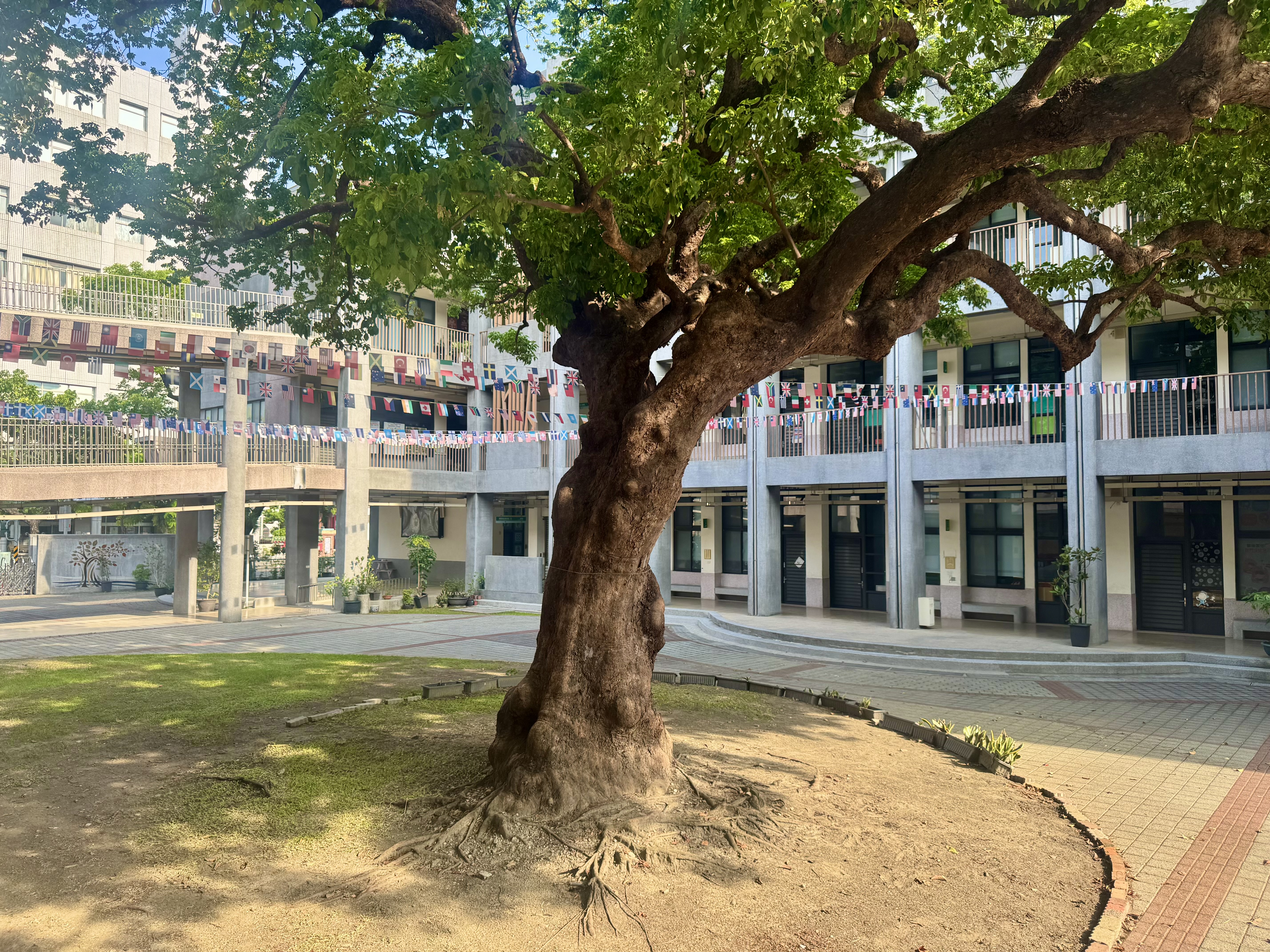
樹下

1999年5月28日，鈴木武帶著兩位日籍同班同學、及台籍同班張簡秀琴、彭敏冠在曹公巨樹埋下多封瓶裝信，約定5年期滿一起挖出。後來鈴木武因身體健康無法成行、同學老死等原因，便通知曹公國小校長林佳霏代為挖掘。2005年5月12日早上9點，在縣教育局副局長陳麗幸、校長林佳霏、前任校長黃素型、總務主任鍾榮茂見證下，先讓已七旬的張簡秀琴、彭敏冠、林重廷象徵挖出，再改現任與前任家長會長王宏儒、吳清隆挖出鈴木武、關根保子、土岐迶邦等老校友所寫的15封思念母校與台灣的信。
2017年11月21日，已九旬的清木百合子在家人陪同下從九州回來母校，在曹公巨樹下潸然淚下、抱著樹幹久久不願放開。
福田樹木保育基金會自2014年選文山國小楓樹伯公等為「全國最美校樹」起，評比重點在於「人與樹的互動」。2021年4月1日起至5月31日，福田樹木保育基金會受理申請，以選出特優3名、優等2名。該年8月12日，曹公國小校長劉熾慧得知曹公巨樹獲「全國最美校樹」優等時，述說了此樹與日本校友的故事。

## 外部連結
- 高雄市鳳山區曹公國小總務處 認識曹公巨樹